# Ivan Barkov
Ivan Semënovic Barkov (in russo Ива́н Семёнович Барко́в?; San Pietroburgo, 1732 – San Pietroburgo, 1768) è stato uno scrittore, poeta, traduttore ed editore russo. Fu uno studente di Mikhail Lomonosov di cui parodiò diverse opere. È considerato il padre della poesia osceno-burlesca in Russia.

## Biografia
Ivan Barkov, di famiglia ecclesiastica, comincia gli studi in seminario nel 1744. Nel 1748, su interessamento di Mikhail Lomonosov, viene ammesso al collegio dell'Accademia delle Scienze di San Pietroburgo, dalla quale verrà poi espulso nel 1751 dopo una lunga serie di scandali dovuti soprattutto al suo carattere ribelle ed ai suoi eccessi con l'alcol.
Preso sotto la propria ala protettiva da Lomonosov e divenutone nel 1755 scrivano personale, viene riammesso all'Accademia e, grazie alle sue doti di poliglotta, dal 1762 ne diventa traduttore ufficiale.
È durante questo periodo che comincia la sua attività di scrittore producendo "Una breve storia della Russia" pubblicata proprio nel 1762.
Contemporaneamente comincia a farsi notare come editore e come traduttore, dando alla luce la prima pubblicazione delle satire di Kantemir (1762), e traducendo le satire di Orazio (1763), "Il mondo degli Eroi" di Ludovico Lazzaroni (1763) e le favole di Fedro (1764).
Nonostante la sua intensa attività di traduttore ed editore, la sua fama è indissolubilmente legata alla poesia osceno-burlesca, di cui è considerato il fondatore in Russia.
Definitivamente espulso dall'Accademia nel 1766 per "ubriachezza e depravazione", morirà suicida nel 1768. La versione più accreditata riguardo alla sua morte riporta una fine degna del nome che si era fatto in vita: denudatosi, si mette carponi e, infilata la testa nella stufa, muore per soffocamento dopo aver lasciato, inserito nel proprio ano, l'epitaffio "Son vissuto peccando, son morto sghignazzando" ("Жил грешно и умер смешно").

## La poetica
In quanto prima di tutto impiegato statale con compiti di traduttore, rispetto al suo mentore Lomonosov e in generale rispetto ai poeti e ai letterati del Settecento russo, egli fu in grado di mantenere nei confronti della letteratura un atteggiamento più indipendente dall'immediato rapporto con le consorterie di palazzo. Proprio in virtù di questa indipendenza, merce rara in un periodo in cui le composizioni letterarie erano considerate quasi esclusivamente in relazione al potere politico che di volta in volta esaltavano e da cui traevano la loro linfa vitale, il Barkov scrittore ha molto in comune con il letterato di professione, figura che nascerà in Russia solo qualche decennio dopo.
Il fatto di ricevere uno stipendio per la sua attività di traduttore e il considerare l'attività poetica come un'attività secondaria rispetto alla sua vera occupazione, gli garanti infatti il distacco necessario a volgere in burlesco quanto la letteratura ufficiale del tempo poteva offrire.
L'attività letteraria di Barkov si inserisce perfettamente nel contesto del Settecento russo, dove l'unità di misura della letteratura non era il singolo componimento, né lo stile dell'autore, quanto piuttosto il genere. Le sue parodie non nascono dall'esasperazione dei singoli tratti di una determinata opera originale, ma nascono infrangendone metodicamente e invariabilmente le norme stilistiche seguendo una specie di regola invertita e degenerata. È proprio la natura regolare del processo creativo di Barkov che porta alla nascita di un vero e proprio stile, o genere, a sé stante, che più tardi verrà ripreso e imitato da altri scrittori. Questo genere prenderà appunto il nome di parodia barkoviana (barkovshchiny).
Seguendo l'esempio dell'Ode à Priape di Alexis Piron (1710), Barkov costituisce una sorta di sosia degradato dei generi letterari ufficiali. I tratti formali e stilistici dei generi parodiati, siano essi odi tragedie od epistole, si mantengono fedeli all'originale, ma vengono applicati ad un tema sessuale sfociando spesso nella pornografia vera e propria e aggiungendovi una buona dose di espressioni oscene.
I punti di riferimento da cui Barkov parte sono Lomonosov in campo odico e Sumarokov negli altri generi (epistola, elegia, tragedia), dove i personaggi principali vengono spesso sostituiti con turpi personificazioni degli organi sessuali.

## Le opere
Oltre alle opere effettivamente prodotte da Barkov, molti sono i componimenti apocrifamente attribuitigli, la maggior parte dei quali sono raccolti nel Balocco della fanciulla (Devič'ja igruška), opera da cui attingeranno molti poeti successivi ma in realtà composta verso il 1840. 
Degni di nota, il Poema sulla vittoria della figlia di Priapo (Poėma na pobedu Priapovoj dočeri) e La battaglia fra il cazzo e la fica (Sraženie meždu chujem i pizdoju) dove all'oscenità si aggiunge la blasfemia, dato che il casus belli della battaglia tra i due organi nasce dalla decisione della seconda di abbracciare la fede islamica. 
Sicuramente apocrifo, ma comunemente attribuitogli, il poema "Luka Mudischev" narra la storia di un uomo a cui viene concesso un titolo nobiliare in virtù delle dimensioni del suo pene. Successivamente pagato per avere un rapporto con una nobile vedova annoiata, uccide accidentalmente quest'ultima proprio a causa delle sue doti. Il poema è considerato una satira, seppur triviale, rivolta alle pratiche sociali della nobiltà del tempo.
L'influenza di Barkov sugli scrittori successivi sarà importante proprio per la sua eterogeneità stilistica, contrapposta alla rigida organizzazione in generi e stili che i poeti a lui contemporanei sentivano di dover rispettare in nome di una pretesa fedeltà ai canoni letterari del Classicismo. Questa eterogeneità, questa capacità di saltare abilmente da un genere all'altro, di cambiare registro linguistico a seconda delle necessità, la si ritroverà più tardi in Deržavin, il quale la estenderà alla poesia "seria". 
Di una certa rilevanza fu anche la sua capacità di coniare neologismi e introdurre nel linguaggio letterario e poetico forme gergali e scurrili. Tuttavia, a causa del carattere immorale dei suoi componimenti, le sue opere non vennero pubblicate per lungo tempo e la sua fama fu postuma.